# St. Georg und St. Valentin (Brand)

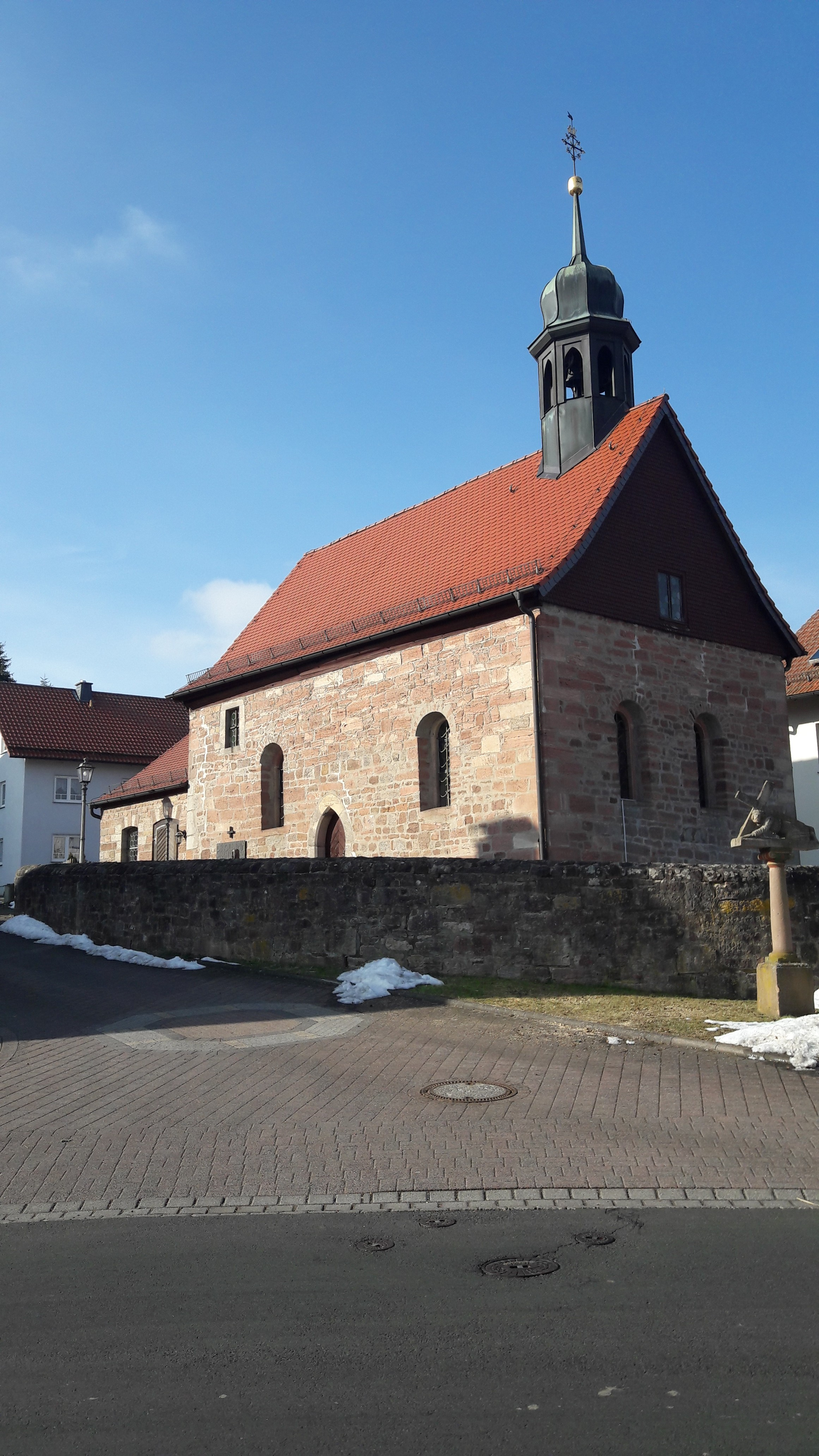
St. Georg und St. Valentin

Die römisch-katholische Kirche St. Georg und St. Valentin steht in Brand, einem Ortsteil der Gemeinde Hilders im Landkreis Fulda von Hessen. Die Filialkirche gehört zur Kirchengemeinde St. Jakobus der Ältere (Reulbach) im Pastoralverbund St. Michael Hohe Rhön im Dekanat Rhön des Bistums Fulda.

## Beschreibung
Die Saalkirche aus Bruchsteinen wurde 1522 erbaut, wie auf der Inschrift auf dem Gewände des vermauerten spitzbogigen Portals im Süden zu lesen ist. Später wurde im Westen ein Anbau für die Sakristei und eine Treppe zu den Emporen errichtet. Aus dem Satteldach des Kirchenschiffs erhebt sich im Osten ein achtseitiger offener Dachreiter, in dem zwei Kirchenglocken hängen. Bedeckt ist er mit einer geschweiften Haube, deren Spitze von einer Turmkugel bekrönt wird. Zur Kirchenausstattung gehört ein barockes geschnitztes Altarretabel zwischen zwei korinthischen Säulen, flankiert von Statuen des Bischofs Valentin und des Laurentius. Auf der Predella steht ein dreiteiliger hölzerner Tabernakel. Oberhalb des Tabernakels befindet sich ein Marienbildnis. Bekrönt wird der Altar vom heiligen Georg. Die Orgel mit 6 Registern, einem Manual und einem angehängten Pedal wurde 1752 von einem unbekannten Orgelbauer
erbaut.